# ヴァンダル王国

ヴァンダル王国

ヴァンダル王国は、ゲルマン民族の一派であるヴァンダル族が興した王国。ガイセリック王により建国され、北アフリカと地中海を435年から534年まで支配した。その後、東ローマ帝国の皇帝ユスティニアヌス1世により滅ぼされた（ヴァンダル戦争）。

## 歴史

### ゲイセリックとヴァンダル王国建国
グンデリクの兄弟ゲイセリック（ガイセリック）は、艦隊の建造を始めた。38歳のゲイセリックが王になった後の429年、ジブラルタル海峡を渡り、アフリカ沿岸をカルタゴに向かって東方に移動しはじめた。当時のアフリカはローマ帝国にとって有数の穀倉地帯であり、100万人の人口を誇るカルタゴを擁していた。カルタゴはローマ帝国が保有する多数の軍艦が停泊する重要な海軍基地であり、地中海を隔てていたもののローマの南に位置してローマ帝国に軍事的圧力を加えるには有利な戦略的要地であった。
435年に、西ローマ帝国は北アフリカのいくつかの領土を彼らに与えたが、439年、ヴァンダル族は自らカルタゴを占領した。

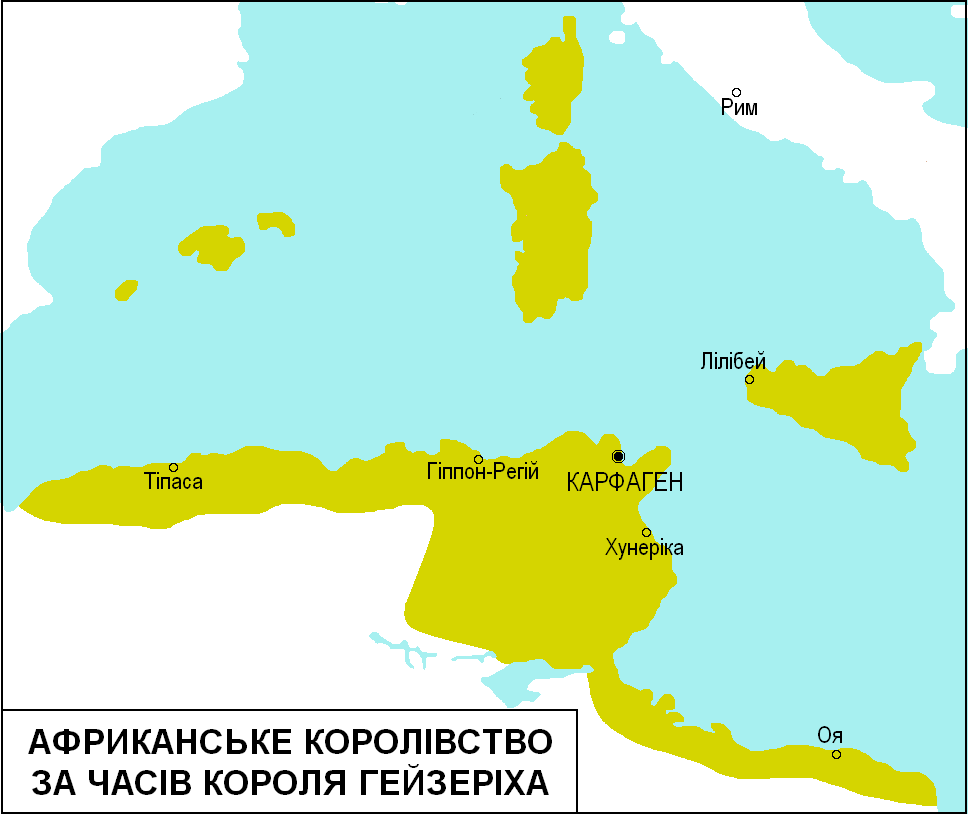
ヴァンダル王国（470年）

ゲイセリックはここにヴァンダル族とアラン族（一部のサルマタイ人）からなるヴァンダル王国を建国した。この王国はローマの艦隊を接収して強力な海軍を築いて地中海における一大勢力となり、シチリア島、サルデニア島、コルシカ島、バレアレス諸島を征服している。
455年にはローマを占領し、略奪をおこなった。
468年、ゲイセリックはヴァンダル王国を征服するために派遣されたバシリスクス率いる東ローマ帝国艦隊をボン岬半島の戦いで壊滅させた。
477年、ゲイセリックは東ローマ帝国と平和協定を締結し、独立国家の国王として正式な承認を受ける。また、イタリア王オドアケルとも協定を締結して周辺国との安定した関係を築いた。外交政策で最終的な成果を出してまもなくゲイセリックは世を去る。

### ゲイセリック以後
ゲイセリックが死去するとその息子フネリック（477年-484年）が50代を過ぎてようやく王となった。フネリックの治世には、マニ教やミトラ教、そしてローマ系住民の大多数が信奉するカトリック教会への過酷な迫害があったことで有名である。マニ教やミトラ教は少数派の宗教だったため、目立った反対はなかったが、カトリック教会への迫害は毒にも薬にもなるリスクの高い政策だった。カトリック教会は富裕層の宗教で課税すれば優良な財源になるが、過酷な迫害を加えれば国王への支持を弱めるばかりか、東ローマ帝国との対外関係も悪化させる可能性があった。
フネリックは次の王に息子のヒルデリックがなることを望んでいたが、フネリックはカトリック迫害の結果、ひどく不人気であった。そこで王位継承問題で対抗勢力となりうる弟のテウドリックとその家族を粛清するなど非道な方法を駆使する。この間、後に王になるゲイセリックの次男ゲントの息子グンタムント（484年-496年）は、混乱のさなかに逃亡して姿を暗ましていた。フネリックの政治は恐怖政治となっていた。しかし、フネリックは在位わずか7年にして世を去り、王位は嫡流のヒルデリックではなくゲントの次男グンタムントに継承された。グンタムントはカトリックへの迫害を止めてフネリックの恐怖政治を改めて国内融和を図るとともに東ローマ帝国との平和的な関係を実現しようとした。

### ヴァンダル王国の衰退
ゲイセリックの死によって、ヴァンダル王国の対外的な力は衰え出した。地中海情勢は変化していた。かつて乱世となっていたイタリア半島は東ゴート王テオドリックのもとに統率されしだいに安定を見せた。また、486年ガリアの西ローマ帝国旧領ソアソン管区がクローヴィス1世によって奪取された。大国となったフランク王国の躍進が始まっていく。
時代の変化に対して、ヴァンダル王国はムーア人の反乱が相次ぐなど国内情勢が不安定で国内状況にも対外状況にも守勢に立たされるようになる。カトリック教会との関係は高位聖職者を復権させるなどヴァンダル側の軟化によって改善傾向にあった。グンタムント王は内政に関して賢明な妥協策を取っていたが、強硬策に出られる軍事政策で失敗を重ねた。東ゴート族によってシチリア島の大半を失い、また増大するムーア人の侵入に押されている状況にあった。かつて武勇の国であったヴァンダル王国の尚武の精神はもはや過去のものであった。

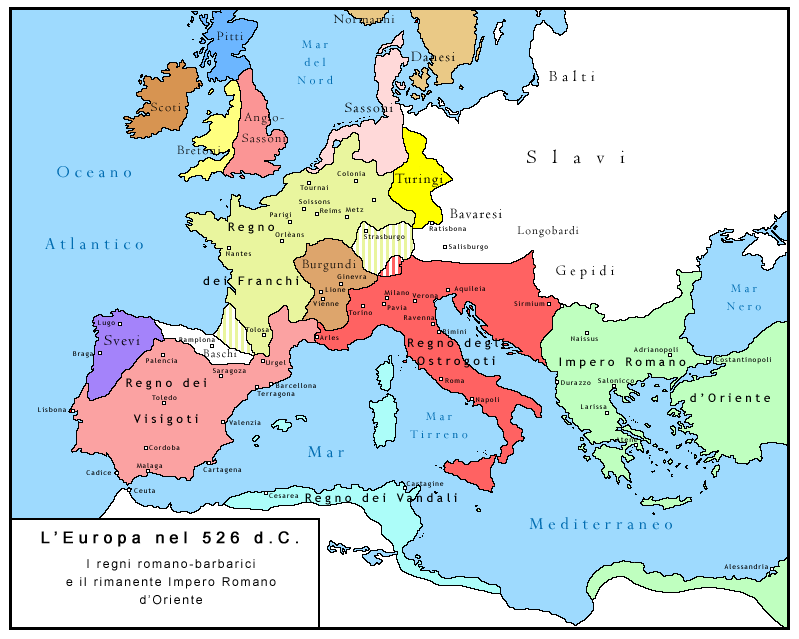
526年時点のヨーロッパ

グンタムント王の没後、王位を継承したのはゲントの三男で、先王の弟であったトラスムンド（496年 - 523年）であった。トラスムンドは古典文化の素養を備えた教養人で、対外政策でも協調外交を模索し、国内ではカトリック教会に対して理解ある立場を示した。建国の祖ゲイセリックの侵略やフネリックのカトリック弾圧は時代に合うものではなかった。
イタリアを治める東ゴート王国と協調して領土紛争についての揉め事を解決し、共通の脅威であった東ローマ帝国や西ゴート王国に協力して当たるというのが両国の課題となっていた。トラスムンドは東ゴートのテオドリック王を盟友に選ぶ。507年、テオドリックは娘と西ゴート王アラリック2世の息子アマラリックの後見人となっていた。そのテオドリックの妹アマラフリーダをトラスムンドは妻に迎えて、東ゴート、西ゴートの両勢力と縁戚同盟を形成した。さらにテオドリックはクローヴィス1世の妹を娶り、娘を西ゴート王国やブルグント王国に嫁がせてゲルマン大同盟を築いていた。アマラフリーダは持参金としてアフリカにとっての戦略拠点シチリア西部を持って嫁いだ。かの地はグンタムント王の出兵において奪われた土地であった。東ゴート王国からヴァンダル王国に領土返還がなされたのである。
トラスムンドの政治は盤石なものに見えた。しかし、トラスムンドと東ゴート王国との関係はしだいに悪化した。トラスムンドは東ゴートの国防への協力を出し惜しんだのである。東ローマ帝国がイタリア南部に出兵した際、トラスムンドは艦隊を派遣して敵を撃退しなかった。また、西ゴート王国の内乱では東ゴート王国に対立する武将を支援するなど公然と利敵行為を働いた。これがヴァンダル王国の外交上の孤立を招いていく。東ローマ帝国ではアナスタシウス1世が世を去り、ユスティヌス1世が帝位に就いた。新帝はカトリック保護を打ち出し、周辺国の宗教紛争に介入の姿勢を見せた。東ローマはフン王国の脅威も去り財政状況も好転しはじめ軍の再強化を進めていた。東ローマによる地中海再征服の機運が次第に高まっていた。トラスムンドはムーア人の反乱に対する内地の要塞を強化した他、港湾を拡張して国の備えを固めた。カルタゴにローマ・ゲルマン様式の宮殿を造営したりローマ浴場を復旧するなど文化面での発展を促したトラスムンドであったが、後継者に恵まれず、トリポリタリアのムーア人による地方反乱にも鎮圧に失敗するなど王国の軍事力の陰りは明らかで、以後の代で内憂外患はさらに深刻となった。
フネリックの子ヒルデリック王（在位523年-530年）は、王位をついに射止めたが60代を過ぎすでに老齢に達していた。彼は先のローマ占領の際に連れてこられた西ローマ帝国の皇女エウドキアの血を引いていたため最もカトリック教会寄りの王であったが、カトリックを弾圧して王族の粛清をなすなど恐怖政治を強いたフネリックの子であったため政治的なイメージが悪く、民衆の支持を得られなかった。ヒルデリックは戦争にはほとんど興味がなく、身内のホアメル（英: Hoamer）に任せていた。外交に関しては意欲的に東ローマ寄りの外交政策を推進した。しかし、東ゴート王国から先王に嫁いだアマラフリーダが外交の障害となっていた。そのため、アマラフリーダを反乱罪を理由に殺害するなどの挙に出ている。妹を殺されたテオドリック王は怒り、ヴァンダル王国と東ゴート王国の関係はこの一件を契機に悪化の一途となった。530年、ホアメルがムーア人との戦争に敗北すると、王家の一部が反乱を起こし、トラスムンド王の従甥ゲリメル（在位530年-533年）が王位に就いた。ヒルデリックやホアメルらは牢獄に入れられた。

### ヴァンダル王国の滅亡

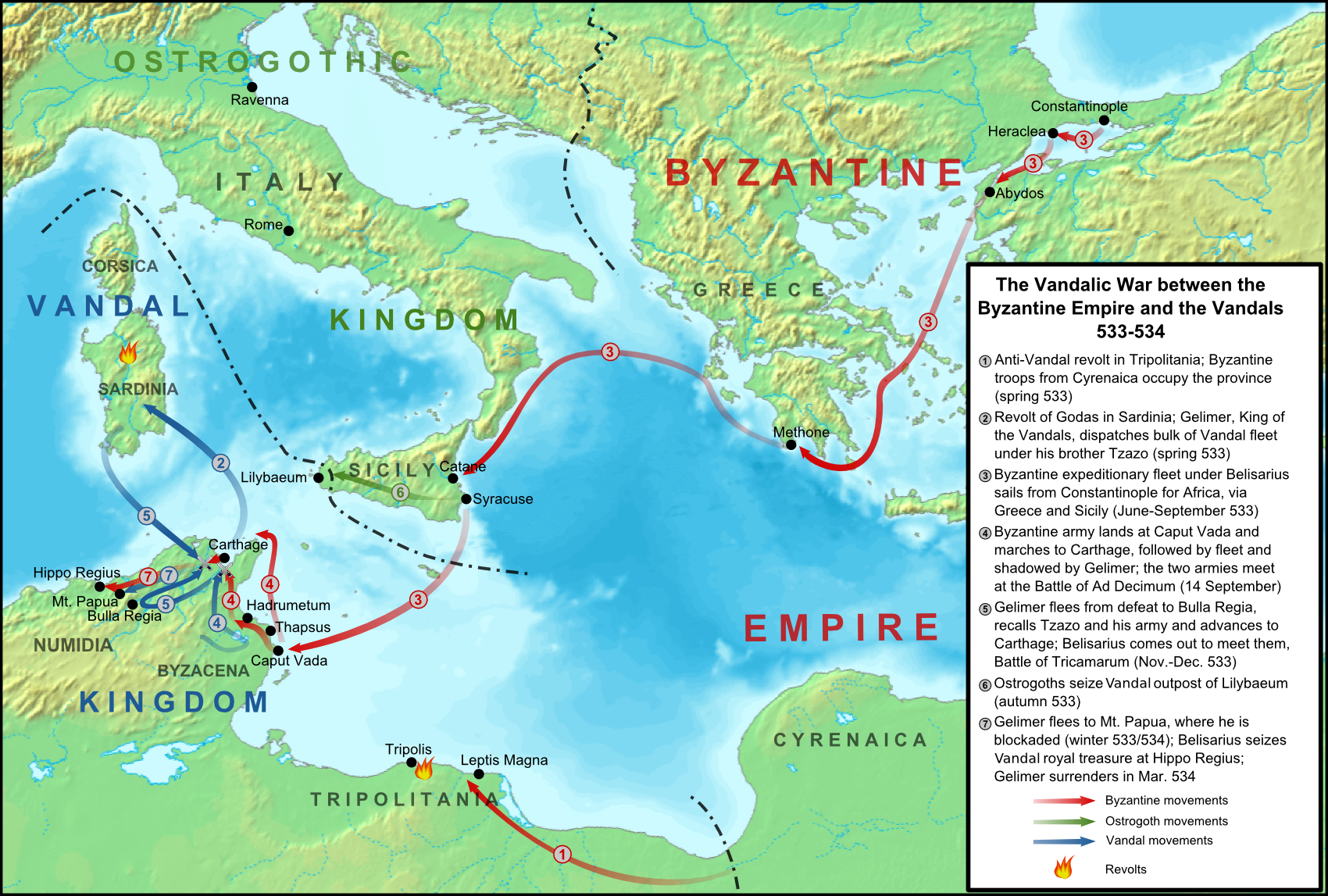
ヴァンダル戦争と東ローマ軍進軍路

かねてよりローマ帝国の復興を企図していた東ローマ帝国の皇帝ユスティニアヌス1世は、西ローマ帝国の血を引くヒルデリック王が倒されたことを口実にヴァンダル王国に対する戦争（ヴァンダル戦争）を開始し、サーサーン朝ペルシャとの戦いで活躍したベリサリウス将軍を派遣した。ゴダスという西ゴート系の将軍がゲリメルを見限りサルデニア島で起こした反乱の鎮圧のためにヴァンダル王国の艦隊のほとんどが北へと出帆してカルタゴ近海を離れていた。そのことを知ったベルサリウス将軍は、敵艦隊の間隙を突いて迅速に移動して首尾よくチュニジアに上陸を果たした。
533年晩夏、ゲリメル王はカルタゴの南10マイルの所でベリサリウス将軍と戦った。アド・デキムムの戦いとして知られる両国の戦いにおいて、ヴァンダル王国軍は敵を包囲しようとしたが、各隊の連携が取れずに失敗し、逆にベリサリウス軍の各個撃破を受けることになった。前衛部隊はフン族の兵士と平原で激突したがもろくも粉砕された。後続のゲリメル部隊は少しでも有利に立とうと高所を確保して敵を迎え撃ったが、逃亡する敵をすぐさま追撃することができず、態勢を立て直したベリサリウス軍に敗れた。ベルサリウスは、残党と戦う一方で、ゲリメルが放棄したカルタゴを夜が明けるのを待って無血占領した。533年12月15日、カルタゴから20マイルほどのトリカマルムで再び両軍は会戦した。このトリカマルムの戦いでもヴァンダル軍は敗れ、戦闘の最中にゲリメルの兄弟ツァツォは討ち死にしてしまった。ベルサリウスはすぐさま、ヴァンダル王国第二の都市ヒッポに軍を進めた。
534年、ゲリメルは降伏し、ヴァンダル王国は滅亡した。

## 王国滅亡後のヴァンダル王家
降伏後のゲリメルは助命されて元老院議員として迎えられ、ガラティア地方に領地を貰ってそこで家族と共に余生を送り、553年に世を去った。それ以降のゲリメルの家族の去来は記録が無く不明。
一方、ゲリメルが殺害したヒルデリックには少なくとも2人の娘と複数の息子（人数とそれぞれの名前は不明）がいたことが記録から読み取れる。この内、複数の息子達はヴァンダル戦争の最中、ベリサリウスによって救出され、年金を貰い余生を送った。娘の1人ヒルデ（500年頃生誕 - 没年不明）の系統がヴァンダル王家の血筋を後世に伝えている。

## 宗教問題
ヴァンダル族のアリウス主義とカトリック主義やドナティストたちの混在は、アフリカ国内における絶えざる火種となっていた。
ヒルデリックを除くほとんどのヴァンダル王は、程度の差はあれ、カトリック教徒を迫害した。フネリックの治世の最後の数ヶ月は例外として、カトリック教徒はめったに公に禁止されることはなかったが、ヴァンダル族へ布教することは許されず、その聖職者たちの扱いも良いものではなかった。

## 歴代君主
1. ガイセリック（439年 - 477年）
2. フネリック（477年 - 484年）
3. グンタムント（英語版）（484年 - 496年）
4. トラスムンド（英語版）（496年 - 523年）
5. ヒルデリック（英語版）（523年 - 530年）
6. ゲリメル（530年 - 534年）

## 系図
|  |  | ゴデキセル   |              |              |              |               |               |               |               |                                          |                                          |                                          |                                          |                                          |                                          |  |  |               |               |               |               |               |               |  |  |               |               |               |               |               |               |  |  |                                             |                                             |                                             |                                             |                                             |                                             |  |  |           |          |          |          |          |          |  |  |  |  |  |  |
|  |  |              |              |              |              |               |               |               |               |                                          |                                          |                                          |                                          |                                          |                                          |  |  |               |               |               |               |               |               |  |  |               |               |               |               |               |               |  |  |                                             |                                             |                                             |                                             |                                             |                                             |  |  |           |          |          |          |          |          |  |  |  |  |  |  |
|  |  |              |              |              |              |               |               |               |               |                                          |                                          |                                          |                                          |                                          |                                          |  |  |               |               |               |               |               |               |  |  |               |               |               |               |               |               |  |  |                                             |                                             |                                             |                                             |                                             |                                             |  |  |           |          |          |          |          |          |  |  |  |  |  |  |
|  |  | グンデリック | グンデリック | グンデリック | グンデリック | グンデリック  | グンデリック  |               |               | ガイセリック1                            | ガイセリック1                            | ガイセリック1                            | ガイセリック1                            | ガイセリック1                            | ガイセリック1                            |  |  |               |               |               |               |               |               |  |  |               |               |               |               |               |               |  |  |                                             |                                             |                                             |                                             |                                             |                                             |  |  |           |          |          |          |          |          |  |  |  |  |  |  |
|  |  | グンデリック | グンデリック | グンデリック | グンデリック | グンデリック  | グンデリック  |               |               | ガイセリック1                            | ガイセリック1                            | ガイセリック1                            | ガイセリック1                            | ガイセリック1                            | ガイセリック1                            |  |  |               |               |               |               |               |               |  |  |               |               |               |               |               |               |  |  |                                             |                                             |                                             |                                             |                                             |                                             |  |  |           |          |          |          |          |          |  |  |  |  |  |  |
|  |  |              |              |              |              |               |               |               |               |                                          |                                          |                                          |                                          |                                          |                                          |  |  |               |               |               |               |               |               |  |  |               |               |               |               |               |               |  |  |                                             |                                             |                                             |                                             |                                             |                                             |  |  |           |          |          |          |          |          |  |  |  |  |  |  |
|  |  | フネリック2  | フネリック2  | フネリック2  | フネリック2  | フネリック2   | フネリック2   |               |               | エウドキア （ウァレンティニアヌス3世娘） | エウドキア （ウァレンティニアヌス3世娘） | エウドキア （ウァレンティニアヌス3世娘） | エウドキア （ウァレンティニアヌス3世娘） | エウドキア （ウァレンティニアヌス3世娘） | エウドキア （ウァレンティニアヌス3世娘） |  |  | ゲント        | ゲント        | ゲント        | ゲント        | ゲント        | ゲント        |  |  | テウドリック  | テウドリック  | テウドリック  | テウドリック  | テウドリック  | テウドリック  |  |  |                                             |                                             |                                             |                                             |                                             |                                             |  |  |           |          |          |          |          |          |  |  |  |  |  |  |
|  |  | フネリック2  | フネリック2  | フネリック2  | フネリック2  | フネリック2   | フネリック2   |               |               | エウドキア （ウァレンティニアヌス3世娘） | エウドキア （ウァレンティニアヌス3世娘） | エウドキア （ウァレンティニアヌス3世娘） | エウドキア （ウァレンティニアヌス3世娘） | エウドキア （ウァレンティニアヌス3世娘） | エウドキア （ウァレンティニアヌス3世娘） |  |  | ゲント        | ゲント        | ゲント        | ゲント        | ゲント        | ゲント        |  |  | テウドリック  | テウドリック  | テウドリック  | テウドリック  | テウドリック  | テウドリック  |  |  |                                             |                                             |                                             |                                             |                                             |                                             |  |  |           |          |          |          |          |          |  |  |  |  |  |  |
|  |  |              |              |              |              |               |               |               |               |                                          |                                          |                                          |                                          |                                          |                                          |  |  |               |               |               |               |               |               |  |  |               |               |               |               |               |               |  |  |                                             |                                             |                                             |                                             |                                             |                                             |  |  |           |          |          |          |          |          |  |  |  |  |  |  |
|  |  |              |              |              |              |               |               |               |               |                                          |                                          |                                          |                                          |                                          |                                          |  |  |               |               |               |               |               |               |  |  |               |               |               |               |               |               |  |  |                                             |                                             |                                             |                                             |                                             |                                             |  |  |           |          |          |          |          |          |  |  |  |  |  |  |
|  |  |              |              |              |              | ヒルデリック5 | ヒルデリック5 | ヒルデリック5 | ヒルデリック5 | ヒルデリック5                            | ヒルデリック5                            |                                          |                                          |                                          |                                          |  |  | グンタムント3 | グンタムント3 | グンタムント3 | グンタムント3 | グンタムント3 | グンタムント3 |  |  | トラスムンド4 | トラスムンド4 | トラスムンド4 | トラスムンド4 | トラスムンド4 | トラスムンド4 |  |  | アマラフリーダ （東ゴート王テオドリック妹） | アマラフリーダ （東ゴート王テオドリック妹） | アマラフリーダ （東ゴート王テオドリック妹） | アマラフリーダ （東ゴート王テオドリック妹） | アマラフリーダ （東ゴート王テオドリック妹） | アマラフリーダ （東ゴート王テオドリック妹） |  |  | ゲラリス  | ゲラリス | ゲラリス | ゲラリス | ゲラリス | ゲラリス |  |  |  |  |  |  |
|  |  |              |              |              |              | ヒルデリック5 | ヒルデリック5 | ヒルデリック5 | ヒルデリック5 | ヒルデリック5                            | ヒルデリック5                            |                                          |                                          |                                          |                                          |  |  | グンタムント3 | グンタムント3 | グンタムント3 | グンタムント3 | グンタムント3 | グンタムント3 |  |  | トラスムンド4 | トラスムンド4 | トラスムンド4 | トラスムンド4 | トラスムンド4 | トラスムンド4 |  |  | アマラフリーダ （東ゴート王テオドリック妹） | アマラフリーダ （東ゴート王テオドリック妹） | アマラフリーダ （東ゴート王テオドリック妹） | アマラフリーダ （東ゴート王テオドリック妹） | アマラフリーダ （東ゴート王テオドリック妹） | アマラフリーダ （東ゴート王テオドリック妹） |  |  | ゲラリス  | ゲラリス | ゲラリス | ゲラリス | ゲラリス | ゲラリス |  |  |  |  |  |  |
|  |  |              |              |              |              |               |               |               |               |                                          |                                          |                                          |                                          |                                          |                                          |  |  |               |               |               |               |               |               |  |  |               |               |               |               |               |               |  |  |                                             |                                             |                                             |                                             |                                             |                                             |  |  |           |          |          |          |          |          |  |  |  |  |  |  |
|  |  |              |              |              |              |               |               |               |               |                                          |                                          |                                          |                                          |                                          |                                          |  |  |               |               |               |               |               |               |  |  |               |               |               |               |               |               |  |  |                                             |                                             |                                             |                                             |                                             |                                             |  |  | ゲリメル6 |          |          |          |          |          |  |  |  |  |  |  |

## 関連作品
- 『バーバリアン・ライジング～ローマ帝国に反逆した戦士たち』第7話